# Margot Hanel

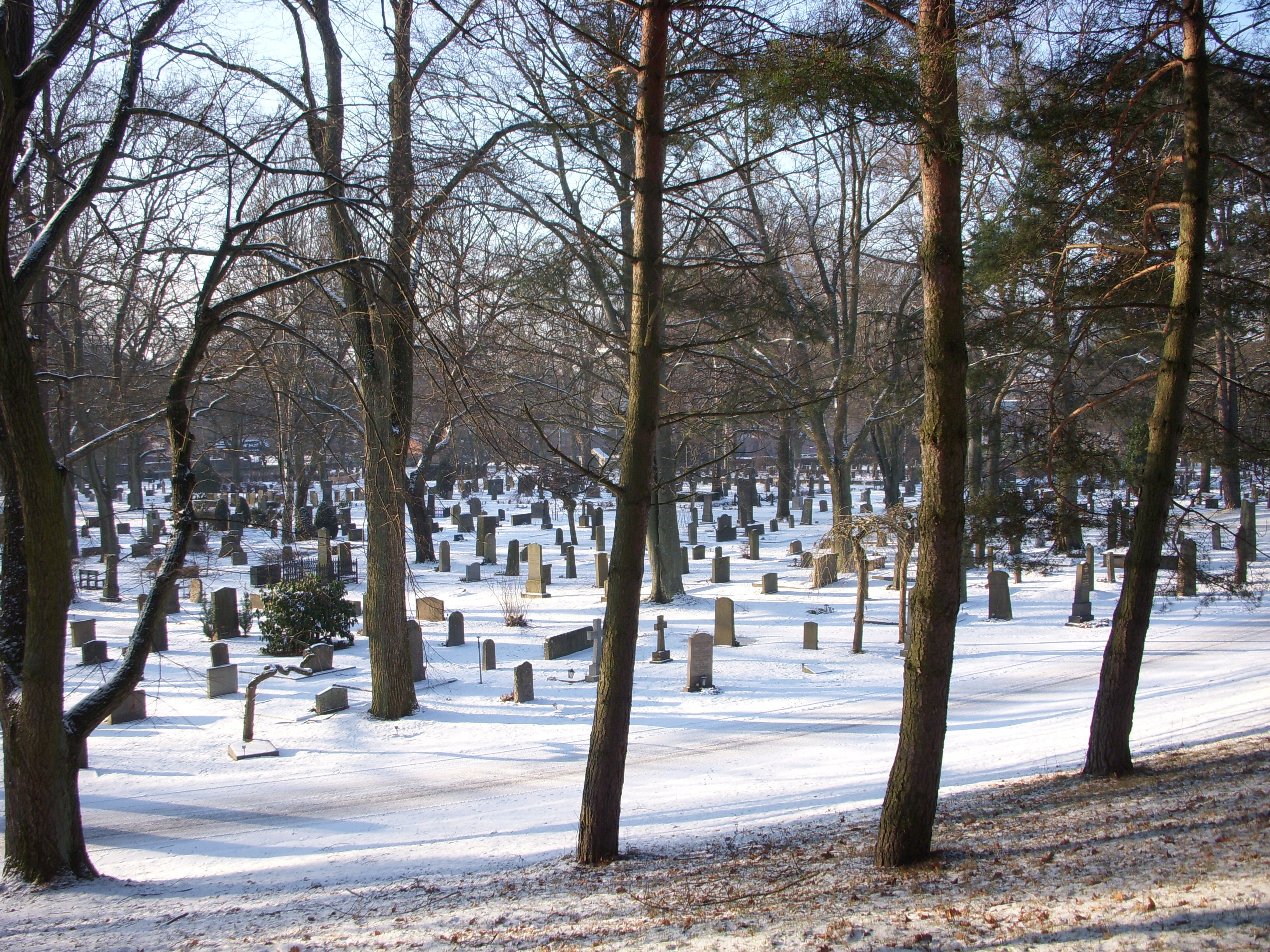
Norra begravningsplatsen i Solna, där askan efter Margot Hanel är gravsatt.

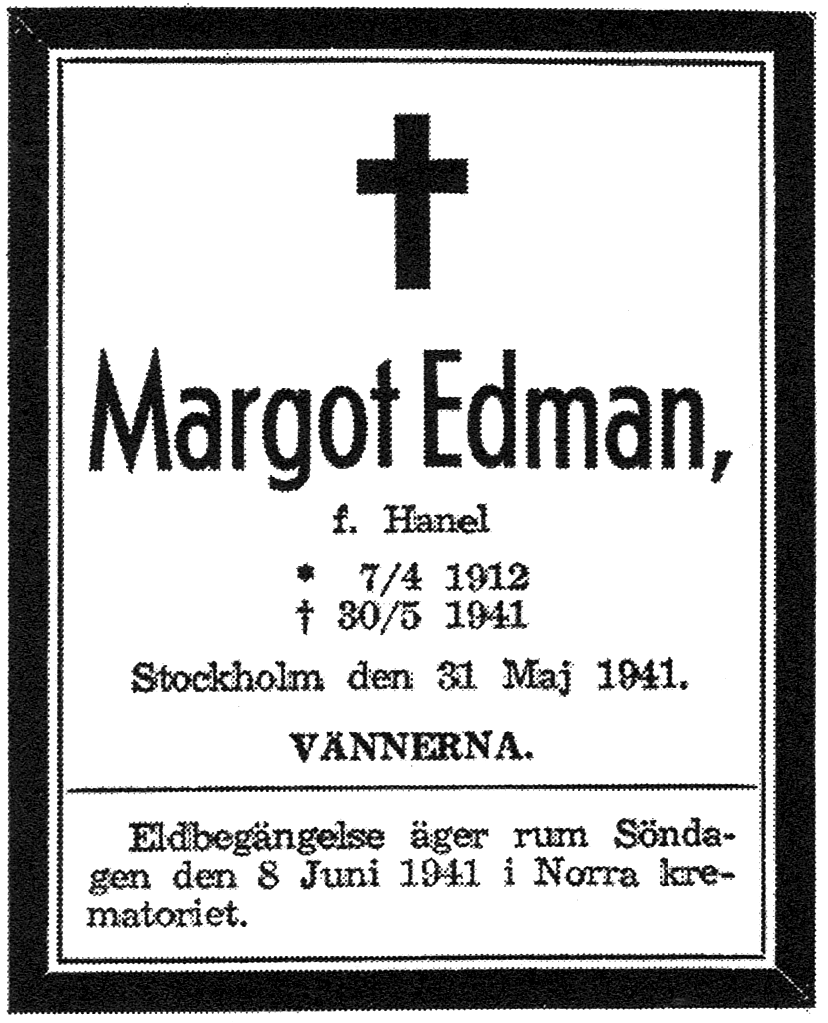
Margot Edmans (född Hanel) dödsannons.

Margot Leonie Edman, född Hanel den 7 april 1912 i Berlin, död 30 maj 1941 i Stockholm, var författaren Karin Boyes livskamrat. De två levde ihop åren 1934–1941. Hanel var av judisk börd och fick, efter nazisternas maktövertagande 1933, hjälp av Boye att emigrera till Sverige. I Sverige utbildade hon sig till bokbindare och påbörjade utbildning till barnsköterska. En dryg månad efter Boyes död begick hon självmord.

## Biografi

### Livet i Tyskland
Margot Hanel och hennes fyra syskon växte upp i en borgerlig miljö i Berlin. Hon hade två bröder och två systrar (Gerda och Charlotte, gift Helbig), en kristen far och en judisk mor. Den unga Margot Hanel träffade Karin Boye första gången 1932 på en lesbisk fest i staden. Boye hade vid besöket i Berlin för första gången bejakat sin egen homosexualitet; enligt Boyes vän Kajsa Höglund, som tidvis delade lägenhet med henne i Berlin, var Karin Boye Margots första fysiska kärleksrelation. Hon skulle dessutom ha varit den första att älska Karin Boye för hennes egen skull och inte för att hon var en känd författare.
Att Karin Boye hamnade i Berlin var inte helt oväntat. Hon hade även tidigare haft en dragning åt det tyska och hennes farfar var tysk. I Berlin arbetade hon också ihop med Frida Uhl, tidigare gift med August Strindberg. Boye översatte Uhls verk till svenska.
Margot Hanels judiska bakgrund – hennes mor var judinna – skulle komma att få konsekvenser. Efter Hitlerregimens maktövertagande 1933 och under året alltmer totalitära styre var hon tvungen att vidta åtgärder för att undgå förföljelse.

### Exilen och livet i Sverige
Boye ordnade så småningom så att Hanel kunde komma till Sverige. Där fick hon ingå ett skenäktenskap med en svensk man för att få svenskt medborgarskap. Margot Hanel levde i själva verket tillsammans med Boye under sju års tid, i lägenheten på Skeppargatan 102 på Gärdet i Stockholm. Redan 1934 beskrev Karin Boye sin livskamrat (i ett brev till dramatikern Ebbe Linde) som "min fru". Margot Hanel gick på Birkagårdens folkhögskola. Hon gick barnsköterskeutbildning och gick senare även i lära till bokbindare.
Relationen mellan Karin Boye och Margot Hanel var inte helt problemfri. Flera Karin Boye-historiker har vittnat om de bägges olika personligheter, vilket emellertid inte förringar de starka banden mellan dem. Efter en konfliktfylld tid i relationen reste Margot Hanel i september 1934 hem till Berlin. Efter bland annat en tids sjukdom var hon tillbaka i Sverige tre månader senare, en tid som Boye utnyttjat till att arbeta vidare på sin bok (Kris). Boye förklarade senare i ett brev till Ebbe Linde att krisen i relationen ordnat upp sig. Hon beskrev i brevet hur relationer i allmänhet och hennes och Hanels sorts relation i synnerhet var som ett lotteri, men att hon hade svårt att tänka sig "något öde som kan vara värre än att vara dömd till evig ensamhet".

### Slutet
Kort tid efter Boyes död begick även Hanel självmord, genom lysgasförgiftning från en gasspis. Hon fördes till Serafimerlasarettet men hennes liv gick inte att rädda. Hon kremerades, enligt instruktioner i sitt testamente, och är gravsatt på Norra begravningsplatsen i Solna.

## Eftermäle
Även om familjen Boye tycktes acceptera dotterns homosexuella läggning, så förnekades Margot Hanel. Bland annat brändes kvinnornas brevväxling kort efter Boyes död. Detta faktum har uppmärksammats av Pia Garde, som 1993 i tidskriften Parnass skrev att Karin Boyes mor Signe var spiritist och att hon sade sig ha fått direktiv från Karin om att förstöra alla brev och dikter som hon skrivit till Margot Hanel.
Även efter sin död har Margot Hanel behandlats med distans och förringande. Margit Abenius, vars biografi över Boye (Drabbad av renhet) kom 1950, beskrev Hanel som "inte intellektuell och inte heller intelligent, hade överhuvudtaget inga andliga resurser som ens tillnärmelsevis gick upp mot Karin Boyes" och angående hennes uppväxtmiljö berättar att hon skulle vara "född i ett olyckligt äktenskap av blandtyp". Pia Garde förklarade (1989) å sin sida att de sammanlagt fem syskonen "växte upp i ett strängt men ganska lyckligt hem" och att åtminstone tre av syskonen levt i "s.k. normala förhållanden", gift sig och fått barn och barnbarn.
I samband med 70-årsminnet av Karin Boyes död sattes en skylt upp på huset där hon bodde de sista åtta åren av sitt liv (sedan 1934 tillsammans med Hanel). Skylten är kompletterad med dikten "Till dig", tillägnad Margot Hanel.